# Winston-Lagune
Die Winston-Lagune ist eine Lagune im Südosten der Insel Heard. Sie liegt rund 1,5 km nordöstlich des Kap Lockyer. In sie hinein mündet der Winston-Gletscher.
Erstmals erscheint sie grob skizziert auf einer Seekarte US-amerikanischer Robbenjäger aus den 1860er Jahren. Leutnant Malcom Smith von der Royal Australian Air Force überflog sie 1948 bei einem Erkundungsflug mit einem Wasserflugzeug. Smith hielt sie für einen See, den er als Lake Winston nach dem Mädchennamen seiner Ehefrau benannte. Das Antarctic Names Committee of Australia passte nach Smiths Tod bei einem Flugzeugabsturz kurz nach seinem Überflug diese Benennung an die wirklichen Gegebenheiten an.